# Вероятностно пространство
В теорията на вероятностите, вероятностното пространство (англ. probability spacе) е понятие, с което се описва случайно (стохастично) явление, наричано още „опит“ (англ. experiment, trial). Например, вероятностно пространство може да се опише по отношение на опита „хвърляне на зар“.
Вероятностното пространство включва:
- Пространство на елементарните (неразложими) събития (англ. sample space): бележи се с {\displaystyle \Omega }. Например, ако разгледаме хвърлянето на зар, всички възможни изходи са да се падне: {\displaystyle \{1\},\{2\},\{3\},\{4\},\{5\},\{6\}}, и всяко от тях е едно неразложимо събитие. Пространството на елементарните събития се характеризира с {\displaystyle n}-мерност. Когато имаме опита „хвърляне на една монета“, множеството на елементарните събития е {лице,герб}, и то е едномерно. Ако обаче разгледаме опита „хвърляне на две монети едновременно“, тогава всеки един изход от опита се определя от значенията на първата и втората монети, което означава, че то вече е двумерно. Възможните изходи са: {лице,лице}, {лице,герб}, {герб,герб}, {лице,лице}. Вече тези наредени двойки изграждат множеството от елементарните събития във връзка с опита „хвърляне на две монети едновременно“.
- Пространство на съставните (разложими) събития (англ. event space): бележи се със {\displaystyle \Sigma } или {\displaystyle {\mathcal {F}}}. Например, ако се върнем на хвърлянето на зар и вземем събитието „пада се нечетно число“, тогава поради свойствата на зара, възможните изходи са {\displaystyle \{1\},\{3\},\{5\}}, защото това са нечетните естествени числа от 1 до 6. „Пада се нечетно число“ е разложимо до тези три елементарни събития.
- Вероятностна зависимост (функция), която задава вероятност едно събитие да се случи в границите от 0 до 1. „0“ означава, че събитието е невъзможно, а „1“ означава, че то ще се осъществи без съмнение. При събитието „пада се нечетно число“ последвало опита „хвърля се зар“ вероятността е {\displaystyle {\frac {3}{6}}}. То също така представлява обединение на елементарните събития {\displaystyle \{1\},\{3\},\{5\}}, за всяко от които вероятността е {\displaystyle {\frac {1}{6}}}. Следователно, може да се заключи, че вероятността за едно събитие е сбор от вероятностите за настъпване на всяко от съставляващите го елементарни събития. [1]